# Баев, Кирилл Осипович
Киря Баев (Кирилл Осипович Баев) (1903—1919) — партизанский разведчик в отряде И. В. Громова во время Гражданской войны в России, пионер-герой.

## Биография
Родился в селе Поперечном (ныне — Каменский район Алтайского края) в семье ветеринара. Во время восстания чехословацкого корпуса и контрреволюционного переворота в 1918 году его отец, сторонник Советской власти, содержал небольшую гостиницу. Услышанные от проезжающих белых офицеров сведения он через сына передавал большевистскому подполью.
В ноябре 1919 года Кирилл, по поручению Громова, отправился в Поперечное за патронами и гранатами, хранившимися у сочувствовавшего красным крестьянина. На обратном пути его настигли белые. Будучи раненым в ногу, Кирилл скрылся в землянке и вёл неравный бой. Не желая сдаваться в плен, застрелился.

## Память
Именем Баева назван переулок в Барнауле. На площади Текстильщиков установлен его бюст (скульптор П. Л. Миронов).

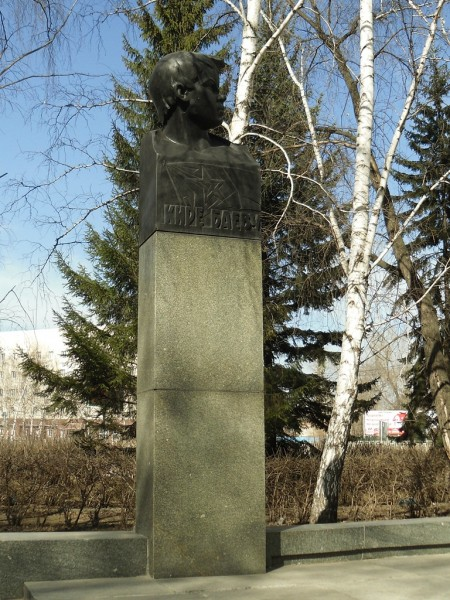
Бюст К.Баева

Несмотря на то, что Киря Баев погиб за три года до создания пионерской организации, он был включён в список пионеров-героев. В 1975-м г. по его биографии был снят фильм «Крестьянский сын».